# Притыкино (Дмитровский городской округ)
Притыкино — деревня в Дмитровском районе Московской области России, в составе сельского поселения Костинское. Население — 7 чел. (2010). До 2006 года Притыкино входило в состав Костинского сельского округа.
Деревня расположена в восточной части района, примерно в 7 км на восток от Дмитрова, на правом берегу малой речки Молодоевки (приток Яхромы), высота центра над уровнем моря 193 м. Ближайшие населённые пункты — примыкающее на юге Арханово и Федоровское в 0,7 км на северо-восток.

## Население
| 2002 | 2006 | 2010 |
| ---- | ---- | ---- |
| 3    | ↗8   | ↘7   |